# Els Vandevorst
Els Vandevorst, née le 10 juin 1962 à Stiphout, est une productrice néerlandaise.

## Filmographie
- 1989 : Alaska de Mike van Diem[2]
- 1998 : FL 19,99 de Mart Dominicus[3]
- 2008 : Winter in Wartime de Martin Koolhoven[4]
- 2010 : The Aviatrix of Kazbek de Ineke Smits[5]
- 2011 : Lena de Christophe Van Rompaey[6]
- 2012 : Nono, het zigzag kind de Vincent Bal[7]
- 2013 : It's All So Quiet de Nanouk Leopold[8]
- 2015 : The Surprise de Mike van Diem[9]
- 2016 : Brimstone de Martin Koolhoven[10]